# Юзефув-Поцеха
Юзефув-Поцеха (пол. Józefów-Pociecha) — село в Польщі, у гміні Ясткув Люблінського повіту Люблінського воєводства.
Населення — 227 осіб (2011).
У 1975-1998 роках село належало до Люблінського воєводства.

## Демографія
Демографічна структура станом на 31 березня 2011 року:
|          | Загалом | Допрацездатний вік | Працездатний вік | Постпрацездатний вік |
| -------- | ------- | ------------------ | ---------------- | -------------------- |
| Чоловіки | 108     | 28                 | 69               | 11                   |
| Жінки    | 119     | 25                 | 62               | 32                   |
| Разом    | 227     | 53                 | 131              | 43                   |